# Fronteiras da Rússia

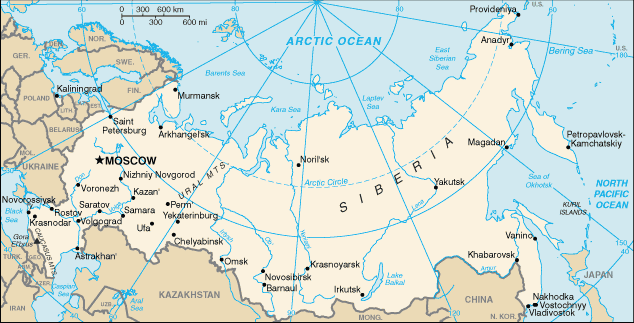
Mapa político da Rússia

A Rússia,  o maior país do mundo, tem fronteiras internacionais com 16 Estados soberanos, incluindo duas marítimas com os Estados Unidos e o Japão, além de fronteiras  com  Estado com reconhecimento limitado internacionalmente - República Popular de Donetsk, República Popular de Lugansk, Ossétia do Sul e Abecásia - porém reconhecidos pela Rússia. O país tem uma linha de fronteira terrestre com 20 241 km, no total -  mais longa do que a de qualquer país do mundo, exceto a China. Dadas as grandes dimensões do seu território, a Rússia partilha fronteiras com mais países do que qualquer outro Estado do mundo.
As atuais fronteiras da Rússia estão, em sua maior parte, definidas desde 1956 (quando o país se chamava, oficialmente, República Socialista Federativa Soviética da Rússia), com exceção de pequenas alterações  (a exemplo da fronteira com a China), permanecendo as mesmas após a dissolução da União Soviética, até 2014, quando a Crimeia, que era parte da Ucrânia, foi anexada pela Rússia.
Como país transcontinental da Eurásia, a Rússia partilha fronteiras tanto na Europa como na Ásia. Das 20 fronteiras totais, 12 encontram-se na Europa, cinco, na Ásia, e uma no Estreito de Bering, entre a América do Norte e a Ásia.

## Fronteiras terrestres
- Parte principal da Rússia:
  - a noroeste, Noruega (junto ao Oceano Ártico), Finlândia,  Estônia, Letônia e Bielorrússia;
  - a oeste, a Ucrânia;
  - a sudeste, Geórgia, Azerbaidjão e Cazaquistão;
  - a sudoeste, China (1º segmento);
  - ao sul e sudeste, Mongólia ;
  - a sudeste, China (2º segmento) e Coreia do Norte, até o Oceano Pacífico ;
- Oblast de Kaliningrado (um exclave russo, às margens do Báltico): fronteiras com a Lituânia e a Polônia  (433 km) ;
- Enclave de Sankovo-Medvezhye (área de 4,5km²): uma curta linha de fronteira com a Bielorrússia.

Tabela de países que têm fronteira com a Rússia (listados no sentido anti-horário, em torno da Rússia) 
| País                         | Fronteira terrestre     | Fronteira marítima  | Informações adicionais                        |
| ---------------------------- | ----------------------- | ------------------- | --------------------------------------------- |
| Noruega                      | 195,8 km (121,7 mi)     | 23,3 km (14,5 mi)   | Fronteira Noruega–Rússia                      |
| Finlândia                    | 1 271,8 km (790,3 mi)   | 54,0 km (33,6 mi)   | Fronteira Finlândia–Rússia                    |
| Estônia                      | 324,8 km (201,8 mi)     | 142,0 km (88,2 mi)  | Fronteira Estônia–Rússia                      |
| Letônia                      | 270,5 km (168,1 mi)     | 0,0 km (0 mi)       | Fronteira Letônia–Rússia                      |
| Lituânia                     | 266,0 km (165,3 mi)     | 22,4 km (13,9 mi)   | Fronteira Lituânia–Rússia                     |
| Polônia                      | 204,1 km (126,8 mi)     | 32,2 km (20,0 mi)   | Fronteira Polônia–Rússia                      |
| Bielorrússia                 | 1 239,0 km (769,9 mi)   | 0,0 km (0 mi)       | Fronteira Bielorrússia–Rússia‎                 |
| Ucrânia                      | 2 093,6 km (1 300,9 mi) | 567,0 km (352,3 mi) | Fronteira Rússia–Ucrânia                      |
| República Popular de Lugansk | ?                       | 0,0 km (0 mi)       | Fronteira Rússia–República Popular de Lugansk |
| República Popular de Donetsk | ?                       | ?                   | Fronteira Rússia–República Popular de Donetsk |
| Geórgia                      | 572,5 km (355,7 mi)     | 22,4 km (13,9 mi)   | Fronteira Geórgia–Rússia                      |
| Abecásia                     | 255,4 km (158,7 mi)     | 0,0 km (0 mi)       | Fronteira Abecásia–Rússia                     |
| Ossétia do Sul               | 70 km (43 mi)           | 0,0 km (0 mi)       | Fronteira Rússia–Ossétia do Sul               |
| Azerbaijão                   | 327,6 km (203,6 mi)     | 22,4 km (13,9 mi)   | Fronteira Azerbaijão–Rússia                   |
| Cazaquistão                  | 7 512,8 km (4 668,2 mi) | 85,8 km (53,3 mi)   | Fronteira Cazaquistão–Rússia                  |
| China                        | 4 209,3 km (2 615,5 mi) | 0,0 km (0 mi)       | Fronteira China–Rússia                        |
| Mongólia                     | 3 485,0 km (2 165,5 mi) | 0,0 km (0 mi)       | Fronteira Mongólia–Rússia                     |
| Coreia do Norte              | 17,3 km (10,7 mi)       | 22,1 km (13,7 mi)   | Fronteira Coreia do Norte–Rússia              |
| Japão                        | 0,0 km (0 mi)           | 194,3 km (120,7 mi) | Fronteira Japão–Rússia‎                        |

1. ↑  Sobre a disputa territorial entre Rússia e Japão, referente às ilhas ocupadas na Segunda Guerra Mundial, ver Disputa pelas Ilhas Curilas.